# Selegiline
Selegiline (chemische naam :L-Deprenyl, merknaam: Eldepryl , Jumex, Zelapar, of Anipryl veterinair) is een medicijn gebruikt voor de behandeling van Parkinson en ouderdomsdementie. In normale klinische doses werkt het als een selectief irreversibele MAO-B remmer, echter in hogere doses werkt het als een volledige (niet selectieve) MAO-remmer.